# 31e cérémonie des Oscars
La 31e cérémonie de remise des prix des Oscars a lieu le lundi 6 avril 1959 à 19h30 au RKO Pantages Theatre à Hollywood.

## La cérémonie
- Maitres de cérémonie : Bob Hope, Jerry Lewis, David Niven, Sir Laurence Olivier, Tony Randall et Mort Sahl
- Régie : Valentine Davies
- Producteur : Jerry Wald
- Directeur musical : Lionel Newman
- Dialoguistes : Richard Breen, Harry Crane, I. A. L. Diamond, Hal Kanter, Mort Lachman, Arthur Phillips, Jack Rose, Melville Shavelson
- Producteur - réalisateur de la retransmission télévise (sur la NBC[1]) : Alan Handley

## Palmarès et nominations

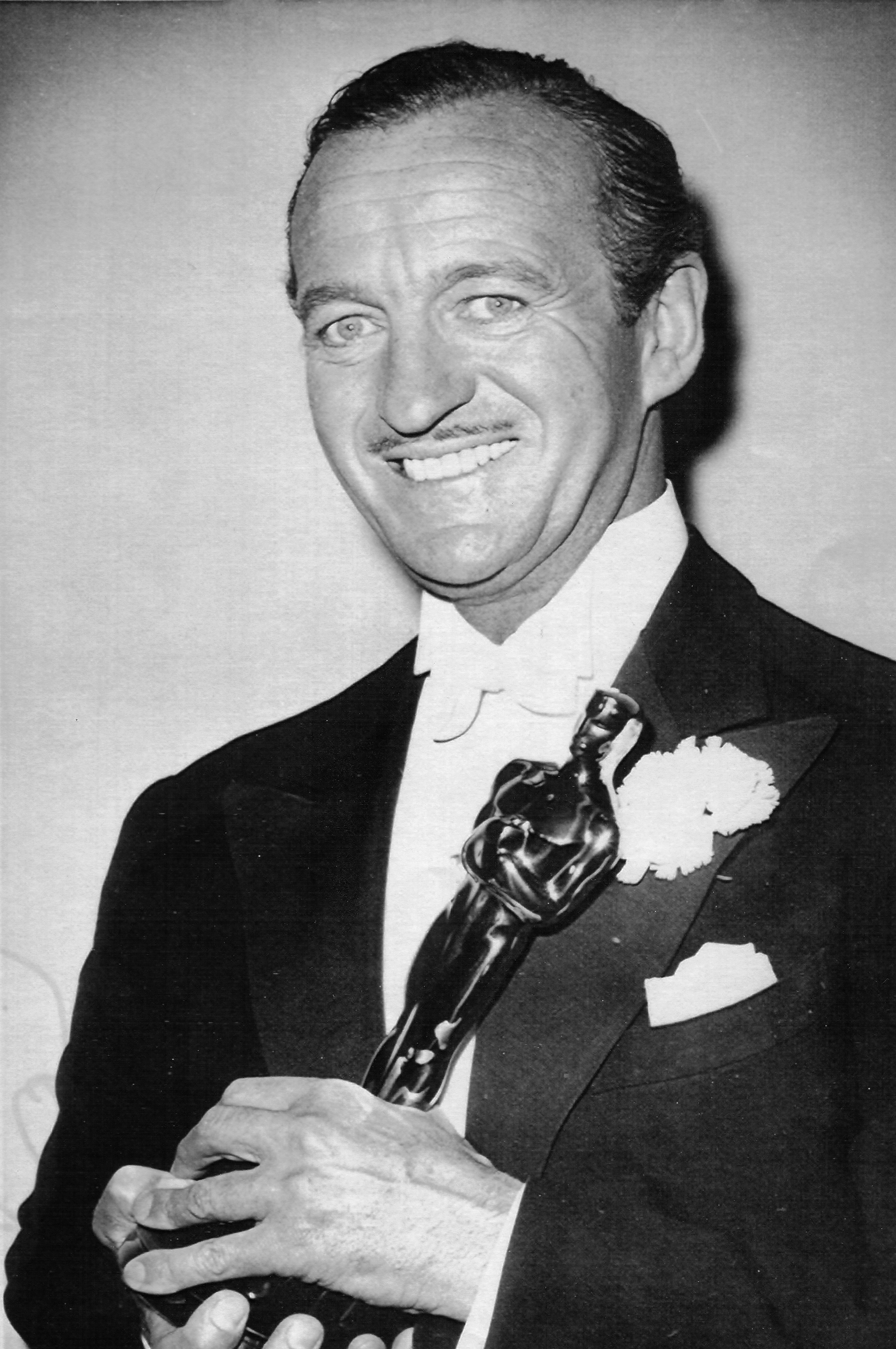
David Niven avec son Oscar.

Les gagnants sont indiqués ci-dessous en premier de chaque catégorie et en caractères gras.

### Meilleur film
- Gigi - Arthur Freed, producteur
  - Ma tante (Auntie Mame) - Warner Bros.
  - La Chatte sur un toit brûlant (Cat on a Hot Tin Roof) - Lawrence Weingarten, producteur
  - La Chaîne (The Defiant Ones) - Stanley Kramer, producteur
  - Tables séparées (Separate Tables) - Harold Hecht, producteur

### Meilleur réalisateur
- Vincente Minnelli pour Gigi
  - Richard Brooks pour La Chatte sur un toit brûlant
  - Stanley Kramer pour La Chaîne
  - Mark Robson pour L'Auberge du sixième bonheur (The Inn of the Sixth Happiness)
  - Robert Wise pour Je veux vivre ! (I Want To Live !)

### Meilleur acteur
- David Niven dans Tables séparées
  - Paul Newman dans La Chatte sur un toit brûlant
  - Tony Curtis dans La Chaîne
  - Sidney Poitier dans La Chaîne
  - Spencer Tracy dans Le Vieil Homme et la Mer (The Old Man and the Sea) de John Sturges

### Meilleure actrice

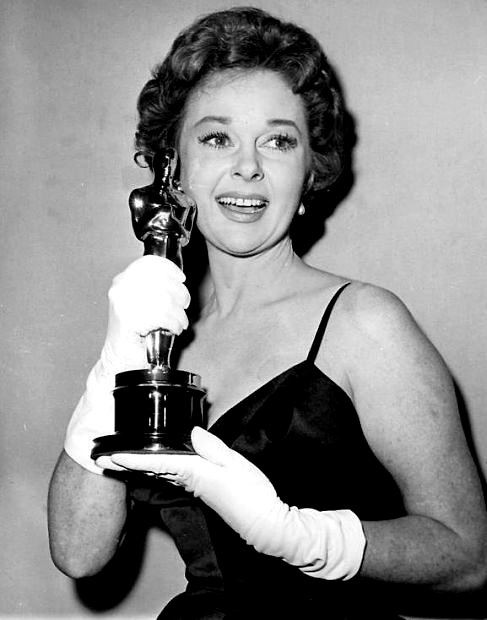
Susan Hayward.

- Susan Hayward dans Je veux vivre !
  - Deborah Kerr dans Tables séparées
  - Shirley MacLaine dans Comme un torrent (Some Came Running) de Vincente Minnelli
  - Rosalind Russell dans Ma tante
  - Elizabeth Taylor dans La Chatte sur un toit brûlant

### Meilleur acteur dans un second rôle
- Burl Ives dans Les Grands Espaces (The Big Country) de William Wyler
  - Theodore Bikel dans La Chaîne
  - Lee J. Cobb dans Les Frères Karamazov (The Brothers Karamazov) de Richard Brooks
  - Arthur Kennedy dans Comme un torrent
  - Gig Young dans Le Chouchou du professeur (Teacher's Pet) de George Seaton

### Meilleure actrice dans un second rôle
- Wendy Hiller dans Tables séparées [2]
  - Peggy Cass dans Ma tante
  - Martha Hyer dans Comme un torrent
  - Maureen Stapleton dans Cœurs brisés (Lonely Hearts) de Vincent J. Donehue
  - Cara Williams dans La Chaîne

### Meilleur scénario original
- Nathan E. Douglas[3] et Harold Jacob Smith pour La Chaîne
  - Paddy Chayefsky pour La Déesse (The Goddess) de John Cromwell
  - Melville Shavelson et Jack Rose pour La Péniche du bonheur (Houseboat) de Melville Shavelson
  - William Bowers et James Edward Grant pour La Vallée de la poudre (The Sheepman) de George Marshall
  - Fay et Michael Kanin pour Le Chouchou du professeur

### Meilleur scénario adapté
- Alan Jay Lerner pour Gigi
  - Richard Brooks et James Poe pour La Chatte sur un toit brûlant
  - Alec Guinness pour De la bouche du cheval (The Horse's Mouth) de Ronald Neame (GB)
  - Nelson Gidding et Don Mankiewicz pour Je veux vivre !
  - Terence Rattigan et John Gay pour Tables séparées

### Meilleur film en langue étrangère
- Mon oncle de Jacques Tati •  France
  - Les soldats ne sont pas de bois (Helden) de Franz Peter Wirth •  Allemagne
  - Le Pigeon (I soliti ignoti) de Mario Monicelli •  Italie
  - La strada lunga un anno de Giuseppe De Santis •  Italie -  Yougoslavie
  - La Vengeance de Juan Antonio Bardem •  Espagne

### Meilleure photographie

#### En noir et blanc
- Sam Leavitt pour La Chaîne
  - Daniel L. Fappani pour Désir sous les ormes (Desire Under the Elms) de Delbert Mann
  - Lionel Lindon pour Je veux vivre !
  - Charles Lang pour Tables séparées
  - Joseph MacDonald  pour Le Bal des maudits (The Young Lions) d’Edward Dmytryk

#### En couleur
- Joseph Ruttenberg pour Gigi
  - Harry Stradling Sr. pour Ma tante
  - William H. Daniels pour La Chatte sur un toit brûlant
  - James Wing Howe pour Le Vieil Homme et la Mer
  - Leon Shamroy pour South Pacific de Joshua Logan

### Meilleure direction artistique
- William A. Horning, Preston Ames, Henry Grace et Keogh Gleason pour Gigi
  - Malcolm C. Bert et George James Hopkins pour Ma tante
  - Cary Odell et Louis Diage pour Adorable Voisine (Bell Book and Candle) de Richard Quine
  - Lyle R. Wheeler, John DeCuir, Walter M. Scott et Paul S. Fox pour Un certain sourire (A Certain Smile) de Jean Negulesco
  - Hal Pereira, Henry Bumstead, Sam Comer et Frank R. McKelvy pour Sueurs froides (Vertigo) d’Alfred Hitchcock

### Meilleurs costumes
- Cecil Beaton pour Gigi
  - Jean Louis pour Adorable Voisine
  - Ralph Jester, Edith Head et John Jensen pour Les Boucaniers (The Buccaneer) d’Anthony Quinn
  - Charles Le Maire et Mary Wills pour Un certain sourire
  - Walter Plunkett pour Comme un torrent

### Meilleur son
- Fred Hynes (Todd-AO SSD) pour South Pacific
  - Gordon Sawyer (Samuel Goldwyn SSD) pour Je veux vivre !
  - Leslie I. Carey (Universal-International SSD) pour Le Temps d'aimer et le temps de mourir (A Time to Love and a Time to Die) de Douglas Sirk
  - George Dutton (Paramount Pictures SSD) pour Sueurs froides
  - Carlton W. Faulkner (20th Century-Fox SSD) pour Le Bal des maudits

### Meilleure musique originale

#### Film de fiction
- Dimitri Tiomkin pour Le Vieil Homme et la Mer
  - Jerome Moross pour Les Grands Espaces
  - David Raksin pour Tables séparées
  - Oliver Wallace pour Le Désert de l'Arctique (White Wilderness) de James Algar
  - Hugo Friedhofer pour Le Bal des maudits

#### Comédie musicale
- André Previn pour Gigi
  - Yuri Faier et Guennadi Rojdestvenski pour The Bolshoi Ballet de Paul Czinner
  - Ray Heindorf pour Cette satanée Lola (Damn Yankees!) de George Abbott et Stanley Donen
  - Lionel Newman pour Mardi Gras d’Edmund Goulding
  - Alfred Newman et Ken Darby pour South Pacific

### Meilleure chanson
- Frederick Loewe et Alan Jay Lerner pour "Gigi" dans Gigi
  - Sammy Fain (musique) et Paul Francis Webster (paroles) pour “A certain smile” dans Un certain sourire
  - Jay Livingston et Ray Evans pour "Almost in Your Arms (Love Song from Houseboat)" dans La Péniche du bonheur
  - Sammy Fain (musique) et Paul Francis Webster (paroles) pour "A Very Precious Love" dans La Fureur d'aimer (Marjorie Morningstar) d’Irving Rapper
  - Jimmy Van Heusen (musique) et Sammy Cahn (paroles) pour "To Love and Be Loved" dans Comme un torrent

### Meilleur montage
- Adrienne Fazan pour Gigi
  - William H. Ziegler pour Ma tante
  - William A. Lyon et Al Clark pour Cow-boy (Cowboy) de Delmer Daves
  - Frederic Knudtson pour La Chaîne
  - William Hornbeck pour Je veux vivre !

### Meilleurs effets spéciaux
- Tom Howard pour Les Aventures de Tom Pouce (Tom Thumb) de George Pal
  - A. Arnold Gillespie et Harold Humbrock pour La Dernière Torpille (Torpedo Run) de Joseph Pevney

### Meilleur long métrage documentaire
- Le Désert de l'Arctique
  - Antarctic Crossing de James Carr
  - The Hidden World de Robert Snyder
  - Psychiatric Nursing de Nathan Zucker

### Meilleur court métrage

#### Prises de vues réelles
- Grand Canyon produit par Walt Disney
  - Journey Into Spring produit par Ian Ferguson
  - The Kiss produit par John Hayes
  - Snows of Aorangi produit par le New Zealand Screen Board
  - T Is for Tumbleweed produit par James A. Lebenthal

#### Documentaire
- Ama Girls produit par Ben Sharpsteen (Studios Walt Disney)
  - Employees Only produit par Kenneth G. Brown
  - Journey Into Spring produit par Ian Ferguson
  - The Living Stone (en) produit par Tom Daly
  - Overture produit par Thorold Dickinson

#### Animation
- Les Peureux Chevaliers de la Table ronde (Knighty Knight Bugs) produit par John W. Burton
  - Paul Bunyan produit par Walt Disney
  - Sidney's Family Tree produit par William M. Weiss

## Oscars spéciaux

### Irving G. Thalberg Memorial Award
- Jack L. Warner

### Oscar d’honneur
- Maurice Chevalier pour sa contribution de plus d'un demi-siècle à l'art du divertissement

### Oscars du mérite scientifique
- Panavision Inc. pour le développement d’une lentille photographique 35 mm pour le format CinemaScope
- Don W. Prideaux et Leroy G. Leighton (Lamp Division of General Electric Co.) pour le développement et la production d’une ampoule de 10 kilowatt pour l’industrie du film

### Oscar de l’achèvement technique
- Willy Borberg (General Precision Laboratory, Inc.) pour le développement d’un projecteur 35 mm à haute vitesse réglable
- Fred Ponedel, George Brown et Conrad Boye (Warner Bros. Special Effects Dept.) pour la fabrication d’un nouveau type de pistolet lance-flamme d’artifice

## Longs métrages de fiction par Oscars

### Neuf Oscars
- Gigi

### Deux Oscars
- Tables séparées
- La Chaîne

### Un Oscar
- Je veux vivre !
- Les Grands Espaces
- Mon oncle
- South Pacific
- Le Vieil Homme et la Mer
- Les Aventures de Tom Pouce

## Longs métrages de fiction par nominations

### Neuf nominations
- Gigi
- La Chaîne

### Sept nominations
- Tables séparées

### Six nominations
- La Chatte sur un toit brûlant
- Je veux vivre !
- Ma tante

### Cinq nominations
- Comme un torrent

### Trois nominations
- Le Vieil Homme et la Mer
- Le Bal des maudits
- South Pacific
- Un certain sourire

### Deux nominations
- Les Grands Espaces
- Adorable Voisine
- Le Chouchou du professeur
- La Péniche du bonheur
- Sueurs froides

### Une nomination
- L'Auberge du sixième bonheur
- Les Boucaniers
- Le Temps d'aimer et le Temps de mourir
- La Vallée de la poudre
- Désir sous les ormes
- Les Frères Karamazov
- La Fureur d'aimer
- The Bolshoi Ballet
- Cette satanée Lola
- Mardi Gras
- Cœurs brisés
- La Déesse
- De la bouche du cheval
- Cow-boy
- Les Aventures de Tom Pouce
- La Dernière Torpille
- Mon oncle
- Le Héros et le Soldat
- La Vengeance
- La strada lunga un anno
- Le Pigeon